# Aralez
Aralez là một đô thị thuộc tỉnh Ararat, Armenia. Dân số ước tính năm 2011 là 2724 người.